# (10725) Sukunabikona
(10725) Sukunabikona est un astéroïde de la ceinture principale.

## Description
(10725) Sukunabikona est un astéroïde de la ceinture principale. Il fut découvert le 22 novembre 1986 à Toyota par Kenzo Suzuki et Takeshi Urata. Il présente une orbite caractérisée par un demi-grand axe de 2,32 UA, une excentricité de 0,13 et une inclinaison de 7,4° par rapport à l'écliptique.

## Compléments